# Campionato svizzero di hockey su ghiaccio 2010-2011
La stagione 2010-2011 del campionato svizzero di hockey su ghiaccio, settantatreesima edizione dalla nascita del campionato nazionale unico, ha visto la vittoria in Lega Nazionale A dell'HC Davos. Nell'altro campionato professionistico, la Lega Nazionale B, si è imposto l'EHC Visp, mentre fra i dilettanti della Prima Lega la vittoria è andata agli Huttwil Falcons.

## Lega Nazionale A

### Partecipanti
Ambrì-Piotta ·  Berna ·  Bienne ·  Davos ·  Friburgo-Gottéron ·  Ginevra-Servette ·  Kloten Flyers ·  Langnau Tigers ·  Lugano ·  Rapperswil-Jona Lakers ·  Zugo ·  ZSC Lions

### Verdetti
| Lega Nazionale A 2010-2011 |
| -------------------------- |
| Davos                      |

## Lega Nazionale B

### Partecipanti
Ajoie ·  Basilea Sharks ·  La Chaux-de-Fonds ·  GCK Lions ·  Langenthal ·  Losanna ·  Olten ·  Sierre ·  Thurgau ·  Visp

### Verdetti
| Lega Nazionale B 2010-2011 |
| -------------------------- |
| Visp                       |

## Prima Lega

### Partecipanti

#### Girone Est
Arosa ·  Bülach ·  Ceresio ·  Chiasso ·  Dübendorf ·  Frauenfeld ·  Herisau ·  PIKES Oberthurgau ·  Uzwil ·  SC Weinfelden ·  EHC Wetzikon ·  Winterthur

#### Girone Centro
EHC Aarau ·  Adelboden ·  EHC Basel-Kleinhüningen ·  Brandis ·  Burgdorf ·  Huttwil ·  Lyss ·  Thun ·  Unterseen-Interlaken ·  Wiki-Münsingen ·  Zuchwil Regio ·  Zunzgen-Sissach

#### Girone Ovest
Bulle-La Gruyère ·  Düdingen Bulls ·  Franches-Montagnes ·  Université Neuchâtel ·  Martigny ·  Saastal ·  Saint-Imier ·  Sion ·  Star Lausanne ·  HC Tramelan ·  Villars ·   Yverdon-les-Bains

### Verdetti
| Prima Lega 2010-2011 |
| -------------------- |
| Huttwil              |